# Човешки папиломен вирус
Човешкия папиломен вирус (ЧПВ) (на английски: human papillomavirus, HPV) е ДНК вирус, който атакува епителните клетки на кожата и лигавиците на човешкото тяло. Познати са около 200 различни типа на HPV, всеки от които се характеризира със специфичност във въздействието си върху тъканите. Въпреки че голяма част от тези типове не предизвикват симптоми при повечето хора, някои типове могат да предизвикат брадавици, а други водят – в малко случаи – до рак на маточната шийка, вулвата, вагината и ануса при жените или рак на ануса и пениса при мъжете.
Човешките папиломни вируси (HPV) са причинители на една от най-разпространените полово пренасяни вирусни инфекции в света. Известни са около 43 типа HPV, предавани по полов път, от които 18 са с доказан онкогенен потенциал. Други разновидности на вируса се пренасят чрез физически контакт/допир и могат да доведат до формирането на брадавици, лишеи, както и опасни злокачествени кожни образувания. HPV са основен причинител за развитието на рак на маточната шийка. Тази форма се среща по-малко от 1 на милион, уверяват американски учени.
Въвеждането на ПАП тест води до значително намаляване на случаите на рак на маточната шийка в развитите държави. Друг метод е ваксината срещу HPV (тип 16 и 18) и рака на маточната шийка.

## Брадавици

### Кожни брадавици
Някои разновидности на HPV водят до образуване на брадавици, които са доброкачествени разраствания на кожата. Инфекциите с подобен тип HPV води до бързо разрастване на клетките на повърхностния слой на кожата. Видът на брадавицата зависи от мястото, на което расте.
- Обикновени брадавици: Наблюдават се по ръцете или стъпалата, но могат да се срещнат и в други области – като лактите или колената. Обикновените брадавици имат характерен вид на карфиол и обикновено са надигнати над заобикалящата ги кожа.
- Плантарни брадавици („кокоши трън“): Намират се на долната част на ходилото. Те растат навътре и обикновено предизвикват болка при вървене.
- Плоски брадавици: Намират се най-често по ръцете, лицето и челото. Както обикновените брадавици, плоските брадавици се срещат най-често при децата и подрастващите. При хора с нормална имунна система плоските брадавици не се свързват с развитието на рак.

Гениталните брадавици са доста заразни, докато обикновените, плоските и плантарните брадавици се предават по-трудно от човек на човек.